# Arenenberg
Arenenberg è un castello di Salenstein, nel cantone svizzero Turgovia, oggi pubblico. La sua fama principale è dovuta al fatto che esso fu la residenza in cui il futuro Napoleone III di Francia trascorse parte dell'esilio a cui fu costretto in seguito alla fine del Primo Impero francese.

## Storia

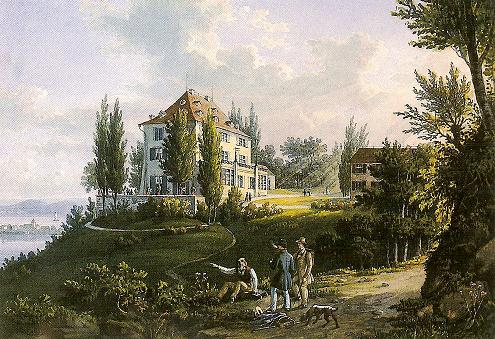
L'Arenenberg in un dipinto di Emanuel Labhardt

Questo castello, costruito agli inizi del XVI secolo, fu venduto nel 1817 all'ex-regina olandese esiliata Hortense de Beauharnais, figlia di Giuseppina di Beauharnais, prima moglie di Napoleone. Qui crebbe anche il figlio più giovane, Luigi Napoleone, che regnò quale Napoleone III come imperatore della Francia dal 1852 al 1870.

## Museo napoleonico

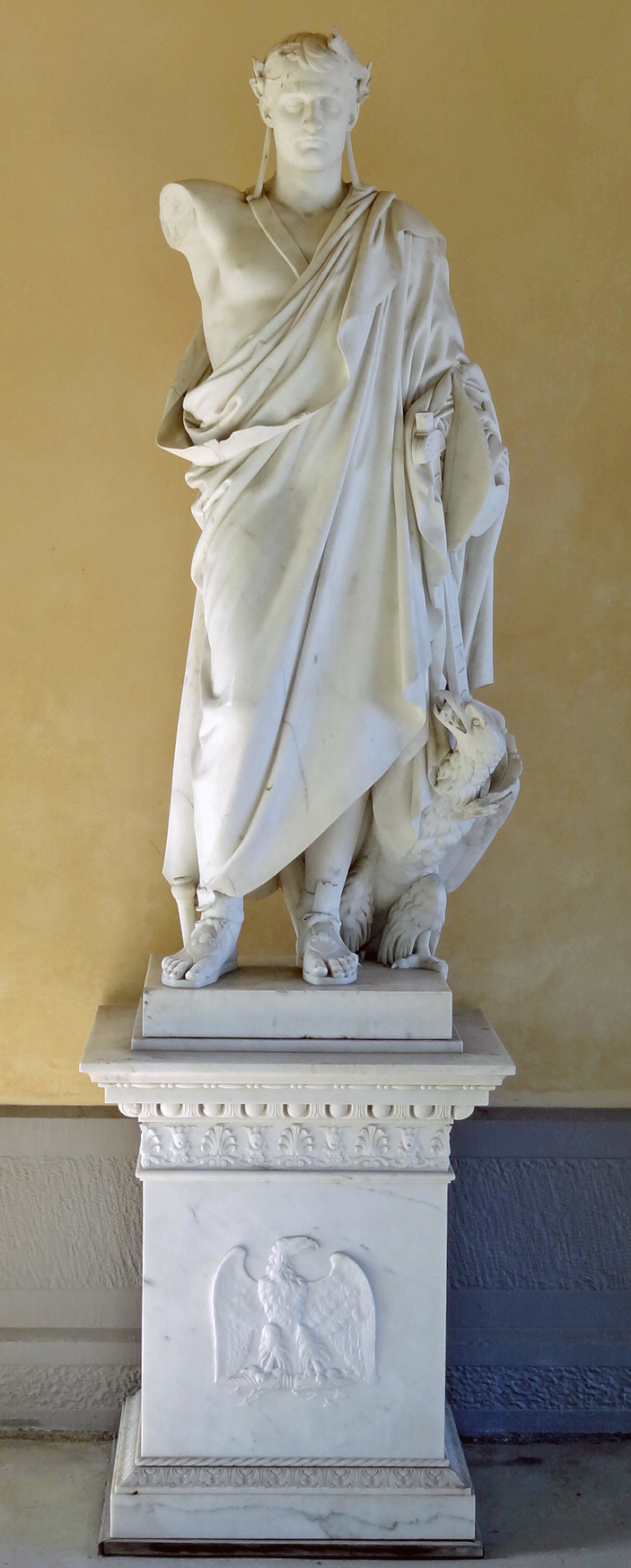
Statua di Napoleone Bonaparte al Museo napoleonico

Il Museo di Napoleone nel Castello Arenenberg con le stanze riccamente arredate, permette di comprendere la vita della famiglia e in particolare dei primi anni di Luigi Napoleone, "l'Imperatore del Lago di Costanza".